# Merche Castellanos
Mercedes Castellanos Soánez, más conocida como Merche Castellanos  (Ciudad Real, Castilla-La Mancha, 21 de julio de 1988) es una jugadora de balonmano española. 

## Trayectoria
Juega actualmente en la posición de portera en el Costa del Sol Málaga de la Liga Guerreras Iberdrola y es internacional absoluta con la Selección femenina de balonmano de España.
Tras su debut en Alcobendas (2006-11) y su posterior paso por el histórico Mar Alicante (2011-12), el equipo francés Le Havre (2012-15) y el Balonmano Zuazo (2015-2017), la portera ficha por el Balonmano Bera Bera, donde está hasta la temporada 2019-2020. Formando parte del equipo vasco ganó 2 Ligas españolas, 2 Copas de la Reina (2015 y 2019) y 1 Supercopa de España.
Merche Castellanos recaló en el Club Balonmano Femenino Málaga Costa del Sol en el 2020.
En su primera temporada en Málaga la portera se hizo con los títulos de la Copa de la Reina y la Supercopa de España además de convertirse en campeona de la Copa de la EHF. Y en 2023 fue decisiva en la fase final de la Liga que la llevó a conquistar su tercer título y primero para el equipo malagueño.

### Selección española
Formando parte de la selección española, se hizo con la medalla de Oro en los Juegos Mediterráneos celebrados en la ciudad española de Tarragona. 
En 2019 fue la tercera guardameta en el Campeonato Mundial de Japón 2019, dónde la selección española se alzó con la medalla de plata pero, al no disputar minutos, la IHF no le otorga oficialmente la medalla.
Junto a Silvia Navarro, fue la portera de la selección española de balonmano femenino en los Juegos Olímpicos de Tokio 2020 y volvió a repetir convocatoria en los Juegos Olímpicos de Paris 2024.
Fue convocada por el entrenador nacional José Ignacio Prades para formar parte del combinado español en los Europeos del 2022 celebrados en Eslovenia, Macedonia y Montenegro. En el segundo partido de la fase de clasificación ante Polonia, que perdió la selección, Merche Castellanos sufrió una rotura fibrilar de grado I en el bíceps femoral de su pierna derecha que le obligó a dejar la concentración y le apartó de seguir disputando el torneo europeo. En su lugar fue llamada Nicole Wiggins.

## Palmarés

### Con la selección española
- 1 x  Medalla de oro de los Juegos del Mediterráneo 2018.

### Títulos nacionales
- 3 x Liga Guerreras Iberdrola (2017/18, 2019/20, 2022/23)
- 3 x Copa de la Reina (2018/19, 2019/20, 2021/22)
- 2 x Supercopa de España (2020/21)

### Títulos Europeos
- 1 x EHF European Cup (2020/21)

### Distinciones individuales
- MVP Final Copa de la Reina[13] (2021/22)
- Mejor portera de la Liga Guerreras Iberdrola[14] (2021/22)

## Datos biográficos
Se le dedicó un homenaje en su ciudad natal, Ciudad Real, y unas pistas de deportes de arena (balonmano playa, futbol playa y voleyplaya) situadas el antiguo campo de golf Larache llevan su nombre: Pistas de deportes de arena Mercedes Castellanos.